# Veronica Verrai
«Veronica Verrai» (укр. «Ти прийдеш, Вероніко») — пісня та сингл італійського співака і кіноактора Адріано Челентано з альбому «I miei americani 2» 1986 року.

## Історія
Пісня була першим треком альбому Челентано «I miei americani 2» («Мої американці») 1986 року, який являв собою збірку кавер-версій (триб'ют-альбом) хітів відомих англомовних виконавців. «Veronica verrai» стала єдиною повністю італійською піснею «I miei americani 2», її автора вказали на обкладинці альбому як «Katamar» — що насправді було псевдонімом композитора Джанкарло Бігацці, який написав її разом зі своєю дружиною Джанною Альбіні. Для гармонії з оригінальними англомовними назвами інших треків альбому, назву пісні, чисто символічно, переклали англійською мовою, в дужках, як «Veronica You'll Come». Позаяк «Veronica Verrai» вважалася найкращою піснею альбому, вона вийшла як головний сингл для його просування. На сьогодні немає відомостей щодо потрапляння пісні у чарти. Надалі пісня залишилася забутою, не потрапляла до збірок співака й більше ніде ним не виконувалася.

## Складова
Музика пісні була виконана в жанрі електроніки. Текст пісні оповідав про кохання між чоловіком та жінкою.

## Виконання
Для просування альбому «I miei americani 2» Челентано виконував пісню на телепередачі «Fantastico» 7-го сезону (1986), на каналі Rai 1, її ведучим був Піппо Баудо. Також на передачі була присутня його дружина, Клаудія Морі. Окрім цього, пісня «Veronica verrai» виконувалася співаком на німецькому телеканалі ZDF 1987 року. Під час виконання пісні на телебаченні, Челентано завжди підтанцьовувала жінка в червоній сукні з віялом.

## Трек-лист

### Альбом «I miei americani 2»
| #  | Назва                                    | Автор                             | Тривалість |
| -- | ---------------------------------------- | --------------------------------- | ---------- |
| 1. | «Veronica Verrai» (Ти прийдеш, Вероніка) | Джанкарло Бігацці, Джанна Альбіні | 4:35       |

### Італійський сингл
(LP (7-дюймів), YD 714)
| #  | Назва                                    | Автор                             | Тривалість |
| -- | ---------------------------------------- | --------------------------------- | ---------- |
| 1. | «Veronica Verrai» (Ти прийдеш, Вероніко) | Джанкарло Бігацці, Джанна Альбіні | 4:35       |
| 2. | «Gelosia» (Ревнощі)                      | Якоб Гаде                         | 4:20       |

### Німецький сингл
(LP (7-дюймів), 6.14729)
Сторона «А»
| #  | Назва                                    | Автор                             | Тривалість |
| -- | ---------------------------------------- | --------------------------------- | ---------- |
| 1. | «Veronica Verrai» (Ти прийдеш, Вероніко) | Джанкарло Бігацці, Джанна Альбіні | 4:35       |

Сторона «Б»
| #  | Назва                                                   | Автор                                       | Тривалість |
| -- | ------------------------------------------------------- | ------------------------------------------- | ---------- |
| 1. | «Segurio' Chi Mi Ama» (Я піду за тими, хто любить мене) | Бет Андерсен, Джорджо Мородер, Клаудія Морі | 3:38       |

## Сингл
«Veronica Verrai» випускалася на 7-дюймових (45 обертів) LP-платівках як сингл у 1986 році. Італійське видання синглу містило пісню «Gelosia» на 
стороні «Б», й випускалося під лейблом «Clan Celentano» (YD 714). Німецьке видання синглу містило пісню «Segurio' Chi Mi Ama» на стороні «Б», й випускалося під лейблами «Clan Celentano» і «TELDEC» (6.14729). Обкладинкою синглу слугував кадр з авторського фільму Челентано «Безумство Джеппо» (1978), що зображував його з мікрофоном.